# Catherine Bach
Catherine Bach, pseudonimo di Catherine Bachman (Warren, 1º marzo 1954), è un'attrice statunitense.

## Biografia
Figlia di padre tedesco (il suo vero nome era Bachmann) e madre messicana, fece la prima apparizione sullo schermo nel film L'uomo di mezzanotte con Burt Lancaster, girato in South Carolina nel 1973, in cui interpretò Natalie Claiburn, vittima di un assassinio.
Nel 1974 fece parte del cast del poliziesco Una calibro 20 per lo specialista, con Clint Eastwood, ma raggiunse la fama interpretando dal 1979 al 1985 il personaggio di Daisy Duke nel telefilm Hazzard, che lanciò la moda degli shorts di jeans, noti negli Stati Uniti per un certo periodo come "Daisy-Duke-Jeans". Il suo ingresso nel cast avvenne dopo che l'attrice seppe dal marito che le riprese della serie stavano per iniziare. I produttori stavano cercando una figura femminile simile a Dolly Parton, ma quando videro la Bach la assunsero immediatamente.
Come Daisy Duke posò per un calendario che vendette 5 000 000 di copie e le sue gambe furono assicurate per 1 000 000 di dollari. Titolare di una linea di abbigliamento che porta il suo nome, nel 2002 lanciò una linea di gioielli e diamanti col marchio Debenhams.

## Vita privata
Catherine Bach sposò nel 1976 il produttore David Shaw (figliastro di Angela Lansbury), dal quale divorziò nel 1981. Nel 1991 sposò in seconde nozze l'avvocato Peter Lopez, dal quale ha avuto due figlie, Sophie e Laura. Il 30 aprile 2010 il sessantenne Lopez venne trovato morto per un colpo d'arma da fuoco nella sua casa di Encino, in California, apparentemente suicida.

## Filmografia parziale

### Cinema
- L'uomo di mezzanotte (The Midnight Man), regia di Roland Kibbee e Burt Lancaster (1974)
- Una calibro 20 per lo specialista (Thunderbolt and Lightfoot), regia di Michael Cimino (1974)
- Un gioco estremamente pericoloso (Hustle), regia di Robert Aldrich (1975)
- Nicole, regia di István Ventilla (1978)
- La corsa più pazza d'America n. 2 (Cannonball Run II), regia di Hal Needham (1984)
- Street Justice - Un'ombra nella notte (Street Justice), regia di Richard C. Sarafian (1987)
- Criminal Act, regia di Mark Byers (1989)
- Driving Force , regia di Andrew Prowse (1989)
- I guerrieri della strada (Masters of Menace), regia di Daniel Raskov (1990)
- The Nutt House, regia di Adam Rifkin (1992)
- Rabbia e onore (Rage and Honor), regia di Terence H. Winkless (1992)
- Ancora tu! (You Again), regia di Andy Fickman (2010)
- Chapman, regia di Justin Owensby (2013)
- The Breakup Girl, regia di Stacy Sherman (2015)
- Book of Fire, regia di Tommy Frazier (2015)

### Televisione
- Matt Helm – serie TV, 1 episodio (1975)
- Strange New World – film TV (1975)
- Murder in Peyton Place – film TV (1977)
- Pepper Anderson - Agente speciale (Police Woman) – serie TV, 2 episodi (1977-1978)
- Hazzard (The Dukes of Hazzard) – serie TV, 146 episodi (1979-1985)
- Love Boat (The Love Boat) – serie TV, 2 episodi (1980-1983)
- Enos – serie TV, 1 episodio (1981)
- I ribelli dell'acqua (White Water Rebels), regia di Reza Badiyi – film TV (1983)
- Hazzard (serie animata) – serie TV, 20 episodi (1983)
- Trying Times – serie TV, 1 episodio (1987)
- African Skies – serie TV, 52 episodi (1992-1994)
- Hazzard vent'anni dopo (The Dukes of Hazzard: Reunion!), regia di Lewis Teague – film TV (1997)
- Hazzard: Bo e Luke vanno ad Hollywood (The Dukes of Hazzard: Hazzard in Hollywood), regia di Bradford May – film TV (2000)
- Detective Monk (Monk) – serie TV, episodio 5x09 (2006)
- Febbre d'amore (The Young and the Restless) – serie TV, 57 episodi (2012-2018)

## Doppiatrici italiane
Nelle versioni in italiano delle opere in cui ha recitato, Catherine Bach è stata doppiata da:
- Valeria Perilli in Hazzard (s.5-7). Hazzard: Bo e Luke vanno ad Hollywood
- Annarosa Garatti ne L'uomo di mezzanotte
- Serena Verdirosi in Una calibro 20 per lo specialista
- Micaela Pignatelli in Hazzard (s.1-4)
- Roberta Greganti in Hazzard vent'anni dopo
- Patrizia Burul in Detective Monk

Come doppiatrice, è stata sostituita da:
- Valeria Perilli in Hazzard (serie animata)